# اندرس سابیدو
اندرس سابیدو (انگلیسی: Andrés Sabido؛ زادهٔ ۱۳ نوامبر ۱۹۵۷) بازیکن فوتبال اهل اسپانیا است.
از باشگاه‌هایی که در آن بازی کرده‌است می‌توان به باشگاه ورزشی رئال مایورکا، باشگاه فوتبال رئال مادرید، باشگاه فوتبال رئال مادرید کاستیا، و باشگاه فوتبال اوساسونا اشاره کرد.
وی همچنین در تیم‌های ملی فوتبال زیر ۱۸ سال اسپانیا، زیر ۲۱ سال اسپانیا، زیر ۲۳ سال اسپانیا، و Spain national amateur football team بازی کرده‌است.